# Cindy Adams
Cindy Adams, tidigare Cynthia Heller, född 24 april 1930 i New York, är en amerikansk kolumnist, författare och änka efter komikern Joey Adams.
Adams skriver en skvallerkolumn för tidningen New York Post och medverkar i WNBC:s TV-program Sunday Today in New York. Hon har tidigare medverkat två gånger i veckan på WNBC:s Live at Five tills nyhetsutsändningarna fick ett nytt format 12 mars 2007.
Cindy Adams blev känd som kolumnist 1981 då hon arbetade med TV-programmet A Current Affair, och hon medverkar ofta i program som Good Morning America. År 1990 var hon bland annat med i panelen på spelprogrammet To Tell the Truth.
Hon har en parfymserie som heter Gossip, och har även skrivit ett flertal böcker. Adams är känd för sin vänskap med många rika och berömda människor som hon skriver om, såsom Judge Judy, Joan Rivers och framlidna Carrie Nye. Hon driver även en djurboutique på Macy's i New York vid namn "Jazzy's of Park Avenue", Jazzy var namnet på Adams hund.
Cindy Adams är känd för att avsluta sina kolumner i New York Post med meningen "Bara i New York, barn, bara i New York", när hon relaterar till humoristiska och spännande New York-anekdoter.